# 新庄市立萩野学園
新庄市立萩野学園（しんじょうしりつ はぎのがくえん）は山形県新庄市にある公立義務教育学校。

## 概要
- 本校は、山形県内では最初の小・中一貫教育校として、2017年（平成29年）に開校した。

## 沿革
- 2015年（平成27年）8月 - 新校舎・体育館建築起工式。
- 2017年（平成29年）
  - 1月 - 新校舎・体育館完成。
  - 4月1日 - 開校。

## 学区
出典
- 土内、二枚橋、仁田山一、仁田山二、萩野一、萩野二、萩野三、萩野四、吉沢、黒沢、泉田一区、泉田二区、泉田三区、泉田四区、泉田五区、桜通り東、桜通り西、旭通り、泉田駅前、往還、往還新町、横根山、赤坂、昭和一、昭和二、昭和三、昭和四、昭和五、塩野、柏木原

## 周辺
- 山形県道311号萩野泉田停車場線
- もがみ中央農業協同組合
  - 北部営農センター
  - 萩野中央倉庫
- 旧矢作家住宅